# Liam Howlett
Liam Paul Paris Howlett, född 21 augusti 1971 i Braintree i Essex, är huvudpersonen bakom den brittiska gruppen The Prodigy.